# Минуле крізь майбутнє
«Минуле крізь майбутнє» (англ. The Past Through Tomorrow) — збірка науково-фантастичних творів Роберта Гайнлайна, що вийшла 1967 року американському видавництві.

## Оповідання
| Назва                         | назва                        | рік  |
| ----------------------------- | ---------------------------- | ---- |
| Лінія життя                   | Life-Line                    | 1939 |
| Невдаха                       | Misfit                       | 1939 |
| Дороги повинні рухатися       | The Roads Must Roll          | 1940 |
| Реквієм                       | Requiem                      | 1940 |
| Якщо це триватиме...          | If This Goes On—             | 1940 |
| Ковентрі                      | Coventry                     | 1940 |
| Вибух може статись            | Blowups Happen               | 1940 |
| Всесвіт                       | Universe                     | 1941 |
| Діти Мафусаїла                | Methuselah's Children        | 1941 |
| Логіка імперії                | Logic of Empire              | 1941 |
| А ще ми вигулюємо собак       | —We Also Walk Dogs           | 1941 |
| Космічний перевізник          | Space Jockey                 | 1947 |
| Як чудово повернутись!        | It's Great to Be Back!       | 1947 |
| Зелені пагорби Землі          | The Green Hills of Earth     | 1947 |
| Випробування космосом         | Ordeal in Space              | 1948 |
| Тривала вахта                 | The Long Watch               | 1949 |
| Джентльмени, сідайте!         | Gentlemen, Be Seated!        | 1948 |
| Темні ями Місяця              | The Black Pits of Luna       | 1948 |
| Даліла та космічний монтажник | Delilah and the Space Rigger | 1949 |
| Людина, що продала Місяць     | The Man Who Sold the Moon    | 1950 |
| Загроза з Землі               | The Menace from Earth        | 1957 |
| Прожектор                     | Searchlight                  | 1962 |